# گودمن (حوزه سرشماری)، ویسکانسین
گودمن (به انگلیسی: Goodman) یک منطقهٔ مسکونی در ایالات متحده آمریکا است که در شهرستان مرینت، ویسکانسین واقع شده‌است. گودمن ۲۷۱ نفر جمعیت دارد و ۴۲۳٫۹۸ متر بالاتر از سطح دریا واقع شده‌است.